# Codes im Neuromarketing
Durch Codes im Neuromarketing wird versucht im Neuromarketing eine Verbindung zum Produkt oder zur Marke aufzubauen und somit die Wünsche der Konsumenten zu wecken und diese in weiterer Folge zum Kauf zu bewegen.

## Definition
Alle vom Kunden wahrgenommenen Signale, die den Auftritt einer Marke bestimmen („Markenauftritt“), bilden das Gesicht der Marke. Diese Ebene der sogenannten Codes stellt die Schnittstelle zum Kunden dar. Die Codes dienen dazu, Bedeutungen zu transportieren und somit dem potenziellen Käufer die gewünschte Positionierung der Marke zu „erlernen“.

## Die vier Zugänge des Gehirns
Die neuropsychologische Forschung erkennt insgesamt vier Arten von Bedeutungsträgern, die als Codes bei der Umsetzung der Markenposition eingesetzt werden können:

### Sensorische Codes
Über Kommunikation können sensorische Erlebnisse vermittelt werden. Diese sind als direkt wahrnehmbare Reize zu verstehen, die unsere Sinne unmittelbar stimulieren.
Beispiele hierfür sind:
- Farben
- Formen
- Geräusche
- Lichtverhältnisse
- Typographie

### Episodische Codes
Die Geschichten, die den Kontext einer Marke bilden werden als episodische Codes bezeichnet. Sie sind beispielsweise direkte Erzählungen in Formen von Werbespots, die ähnlich einer Fernsehserie episodisch gezeigt werden und dem Konsumenten somit die Möglichkeit geben emotionale Bindungen und Eindrücke zu gewinnen.

### Symbolische Codes
Alle visuellen Eindrücke, die einer Marke direkt zugeordnet werden können, da der Konsument bereits ein genaues Markenbild kennengelernt hat.
Hierzu gehören beispielsweise:
- Markenlogos
- Figuren (Hausgeist Mia für Mömax)
- Handlungsplätze (Einsame karibische Insel mit weißen Kakadus für Rafaello)

### Sprachliche Codes
Offensichtlich und explizit transportierte Informationen durch das geschriebene oder gesprochene Wort sowie die dadurch entstehenden Assoziationen.
Deutlicher wird der Handlungsrahmen dieses Codes durch konkrete Beispiele wie:
- Claims/Slogans
- Sprechweise/Intonation
- Schlagworte („Rabatt“ – „Neu“ – …)

## Bedeutung der Codes
Die vier Codes stellen verschiedene Zugänge zum Konsumentenhirn dar. Ihre wichtigste Aufgabe besteht darin, im Rahmen der Markenkommunikation Produkte und Marken mit kultureller und sozialer Bedeutung aufzuladen. Dies erreichen sie über den Transport jeweils eines Teils einer Botschaft in das Kundenhirn. Die Gesamtbedeutung ergibt sich dann erst nach der Verarbeitung der vier Bedeutungsträger im Kopf. Zu beachten ist hierbei, dass die Bedeutung der Codes von der Subkultur, also der Zielgruppe, abhängig ist.